# Windhoek

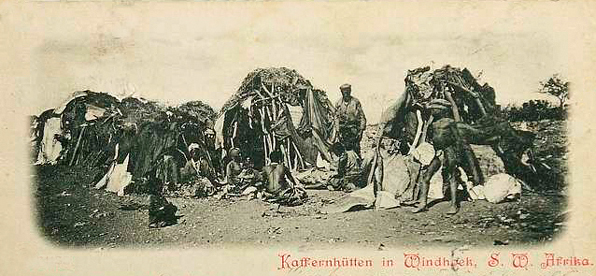
Windhoek na konci 19. století

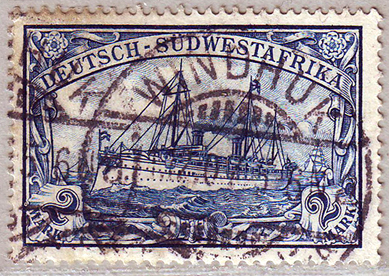
Známka Německé říšské pošty pro německou jihozápadní Afriku s razítkem Windhuk

Windhoek (původně namašsky Ai-Gams, německy také Windhuk) je hlavní město Namibie. V roce 2020 zde žilo více než 431 000 obyvatel. Leží v nadmořské výšce asi 1656 metrů na náhorní plošině Khomas Highland poblíž horského masivu Auasberg.
Ve městě je sídlo katolického arcibiskupství a anglikánského biskupství a univerzita.
Zastoupen je potravinářský a strojírenský průmysl, fungují zde i tepelné elektrárny. Windhoek je obchodní centrum (obchod s ovčími kůžemi) a sídlo potravinářského zpracovatelského průmyslu (mlékárna, továrna na rybí konzervy, pivovar). Mezinárodní letiště leží asi 40 km od města.
Ve městě je mnoho budov z doby německé kolonizace (okolo roku 1900). Koncem 80. let 20. století město zaznamenalo značný územní rozmach.
V polovině 19. století se osady zmocnil náčelník Jan Jonker Afrikaner (1790–1861). Němci území obsadili roku 1885; roku 1891 se Windhoek stal hlavním městem Německé jihozápadní Afriky. Roku 1893 se zde usadili první běloši. Během 1. světové války město obsadila jihoafrická vojska. Vznikem nezávislé Namibie roku 1990 skončil také hospodářský i politický vliv Jihoafrické republiky.

## Části města
- Academia
- Dorado Park
- Eros
- Eros Park
- Hochland Park
- Katutura
- Klein-Windhoek
- Khomasdal
- Olympia
- Pionierspark
- Suiderhof
- Windhoek-Nord
- Windhoek-West
- Kleine Kuppe
- Cimbebasia
- Auasblick
- Luxushügel
- Avis
- Ludwigsdorf
- Prosperita
- Jižní průmyslová zóna
- Tauben Glen
- Rocky Crest
- Severní průmyslová zóna
- Průmyslová zóna Lafrenz
- Goreangab
- Wanaheda
- Hakahana
- Otjomuise
- Central

## Partnerská města
Partnerská města Windhoeku jsou:
- Trossingen, Německo (1997)
- Berlín, Německo (2000)
- Brémy, Německo (2001)
- Vantaa, Finsko (2001)
- Havana, Kuba (2001)
- Lephalale, Jihoafrická republika
- Harare, Zimbabwe
- Richmond, Spojené státy americké
- Šanghaj, Čína
- Wetzlar, Německo